# Mariska Ady
Mariska Ady (* 26. Februar 1888 in Hadad; † 4. Februar 1977 in Budapest) war eine ungarische Schriftstellerin und Dichterin.

## Leben
Mariska Ady war die Tochter des Notars Sándor Ady. In Bánffyhunyad besuchte sie die staatliche Bürgerschule für Jungen und Mädchen. Danach absolvierte sie eine Ausbildung zur Lehrerin in Budapest. Sie begann als Jugendliche zu schreiben und ab 1907 erschienen Gedichte und Kurzgeschichten von ihr zunächst in lokalen Zeitschriften im Komitat Szilágy, später in nationalen Zeitschriften. So veröffentlichte sie in den Zeitschriften Magyar Nép, Pásztortűz, Vasárnapi Ujság und Zord Idő. Weiterhin wurde sie Mitglied der literarischen Zsigmond-Kemény-Gesellschaft in Marosvásárhely.
Während des Ersten Weltkrieges wurde ihr Ehemann Lajos Landt getötet und in der Folge musste sie ihre drei Kinder allein versorgen. In ihren Gedichten thematisierte sie die Schrecken des Krieges. Sie arbeitete als Lehrerin zunächst an einer staatlichen und später an einer reformierten Schule. Aufgrund einer chronischen Erkrankung musste sie ihren Beruf jedoch aufgeben.
Im Jahr 1944 zog sie von Bánffyhunyad zunächst nach Jugoslawien, dann ins Komitat Vas und schließlich in die Gemeinde Nagykovácsi im Komitat Pest-Pilis-Solt-Kiskun, wo sie 1946 vom ungarischen Staat ein Haus und einen Obstgarten bekam.
Ihr Grab befindet sich auf dem Farkasréti temető (Friedhof Farkasrét) in Budapest.
Der Dichter Endre Ady war ihr Cousin. Mariska Ady war neben ihm die Einzige in der Familie, die literarisch aktiv war.

## Werke
- Sok ború - kevés derű. (Erzählungen, Zeichnungen) Seres nyomda, Zilah 1907.
- Én az őszben járok. (Gedichte) Hermann Nyomda, Cristuru Secuiesc 1924.
- Kiadatlan versek. Diósady L. P., Toronto 1998.
- Fehér ibolyák. Sigma Publications, Toronto 1999.